# Benetton Rugby Treviso 2022-2023
La presente voce raccoglie le informazioni riguardanti Benetton nelle competizioni ufficiali della stagione 2022-23.

## Stagione
Benetton partecipa alla stagione URC 2022-23 concludendo all'11º posto, senza qualificarsi ai playoff.
In Challenge Cup la squadra guidata da Marco Bortolami raggiungerà la semifinale, persa contro Tolone per 23-0. Benetton Rugby è la prima squadra italiana di rugby che riesce a raggiunge una semifinale di una coppa europea per club.

## United Rugby Championship 2022-23

### Stagione regolare
| Data              | Incontro                    | Risultato | W/L |
| ----------------- | --------------------------- | --------- | --- |
| 16 settembre 2022 | Benetton — Glasgow Warriors | 33-11     | W   |
| 23 settembre 2022 | Leinster — Benetton         | 42-10     | L   |
| 1 ottobre 2022    | Benetton — Scarlets         | 34-23     | W   |
| 9 ottobre 2022    | Benetton — Dragons          | 34-14     | W   |
| 15 ottobre 2022   | Edimburgo — Benetton        | 53-8      | L   |
| 21 ottobre 2022   | Benetton — Bulls            | 22-44     | L   |
| 28 ottobre 2022   | Glasgow Warriors — Benetton | 37-0      | L   |
| 26 novembre 2022  | Benetton — Edimburgo        | 24-17     | W   |
| 3 dicembre 2022   | Connacht — Benetton         | 38-19     | L   |
| 24 dicembre 2022  | Benetton — Zebre            | 38-5      | W   |
| 31 dicembre 2022  | Zebre — Benetton            | 17-40     | W   |
| 7 gennaio 2023    | Benetton — Ulster           | 31-29     | W   |
| 28 gennaio 2023   | Benetton — Munster          | 30-40     | L   |
| 18 febbraio 2023  | Cardiff Rugby — Benetton    | 30-13     | L   |
| 4 marzo 2023      | Ospreys — Benetton          | 20-21     | W   |
| 25 marzo 2023     | Benetton — Lions            | 28-32     | L   |
| 14 aprile 2023    | Sharks — Benetton           | 43-33     | L   |
| 21 aprile 2023    | Stormers — Benetton         | 38-22     | L   |

#### Risultati della stagione regolare
| Posizione | G  | V | N | P  | PF  | PS  | DP  | B | Pt |
| --------- | -- | - | - | -- | --- | --- | --- | - | -- |
| 11ª       | 18 | 8 | 0 | 10 | 440 | 533 | -93 | 9 | 41 |

## European Rugby Challenge Cup 2022-23

### Fase a Gironi
| Data             | Incontro                  | Risultato | W/L |
| ---------------- | ------------------------- | --------- | --- |
| 9 dicembre 2022  | Stade français — Benetton | 24-14     | L   |
| 17 dicembre 2022 | Bayonne — Benetton        | 7-45      | W   |
| 14 gennaio 2023  | Benetton — Bayonne        | 26-7      | W   |
| 9 aprile 2022    | Benetton — Stade français | 35-32     | W   |

#### Risultati della fase a gironi
| Posizione | G | V | N | P | PF  | PS | DP  | B | Pt |
| --------- | - | - | - | - | --- | -- | --- | - | -- |
| 2ª        | 4 | 3 | 0 | 1 | 120 | 70 | +50 | 3 | 15 |

### Fase a eliminazione diretta
| Turno | Incontro                 | Risultato |
| ----- | ------------------------ | --------- |
| OF    | Benetton — Connacht      | 41-19     |
| QF    | Benetton — Cardiff Rugby | 27-23     |
| SF    | Tolone — Benetton        | 23-0      |